# Mistrzostwa Świata w Strzelectwie 1921
Mistrzostwa Świata w Strzelectwie 1921 – dziewiętnasta edycja mistrzostw świata w strzelectwie. Odbyły się one we francuskim Lyonie.
Rozegrano jedenaście konkurencji. Najlepszym zawodnikiem turnieju był Amerykanin Walter Stokes, który zdobył pięć złotych medali. W klasyfikacji medalowej zwyciężyli Amerykanie. Gospodarze zajęli ostatnie czwarte miejsce z dorobkiem jednego złotego, dwóch srebrnych i czterech brązowych medali.

## Klasyfikacja medalowa
Gospodarze mistrzostw
| Pozycja | Kraj              | Złoto | Srebro | Brąz | Łącznie |
| ------- | ----------------- | ----- | ------ | ---- | ------- |
| 1       | Stany Zjednoczone | 5     | 3      | 3    | 11      |
| 2       | Włochy            | 4     | 1      | 2    | 7       |
| 3       | Szwajcaria        | 1     | 5      | 2    | 8       |
| 4       | Francja           | 1     | 2      | 4    | 7       |

## Wyniki
| Konkurencja                                     | Złoto                                                                                     | Wynik     | Srebro                                                                               | Wynik     | Brąz                                                                      | Wynik     |
| Karabin wojskowy, trzy postawy, 300 m           | Camillo Isnardi                                                                           | 474 pkt.  | Ricardo Ticchi                                                                       | 461 pkt.  | Léon Johnson                                                              | 460 pkt.  |
| Karabin wojskowy leżąc, 300 m                   | I. Dupuis                                                                                 | 170 pkt.  | Karl Zimmermann                                                                      | 170 pkt.  | Léon Johnson                                                              | 167 pkt.  |
| Karabin wojskowy klęcząc, 300 m                 | Camillo Isnardi                                                                           | 164 pkt.  | Albert Regnier                                                                       | 158 pkt.  | Carl Osburn                                                               | 157 pkt.  |
| Karabin wojskowy stojąc, 300 m                  | Raffaele Frasca                                                                           | 154 pkt.  | Achille Paroche                                                                      | 152 pkt.  | Camillo Isnardi                                                           | 151 pkt.  |
| Karabin dowolny, trzy postawy, 300 m            | Walter Stokes                                                                             | 1055 pkt. | Carl Osburn                                                                          | 1032 pkt. | Josias Hartmann                                                           | 1014 pkt. |
| Karabin dowolny, trzy postawy, 300 m, drużynowo | Stany Zjednoczone James Christian Morris Fisher Carl Osburn Arthur Rothrock Walter Stokes | 5015 pkt. | Szwajcaria Gustave Amoudruz Josias Hartmann Hans Hänni Emil Zäch Karl Zimmermann     | 4933 pkt. | Francja Paul Colas Léon Johnson André Parmentier Louis Percy Georges Roes | 4609 pkt. |
| Karabin dowolny leżąc, 300 m                    | Walter Stokes                                                                             | 372 pkt.  | James Christian                                                                      | 372 pkt.  | Bud Fisher                                                                | 369 pkt.  |
| Karabin dowolny klęcząc, 300 m                  | Walter Stokes                                                                             | 357 pkt.  | Josias Hartmann                                                                      | 348 pkt.  | Carl Osburn                                                               | 341 pkt.  |
| Karabin dowolny stojąc, 300 m                   | Walter Stokes                                                                             | 326 pkt.  | Josias Hartmann                                                                      | 324 pkt.  | Karl Zimmermann                                                           | 322 pkt.  |
| Pistolet dowolny, 50 m                          | Hans Hänni                                                                                | 515 pkt.  | John Thomas                                                                          | 506 pkt.  | Giancarlo Boriani                                                         | 505 pkt.  |
| Pistolet dowolny, 50 m, drużynowo               | Włochy Giancarlo Boriani Raffaele Frasca Franco Micheli Luigi Moretto Ricardo Ticchi      | 2469 pkt. | Szwajcaria Mathias Brunner Domenico Giambonini Hans Hänni Fritz Zulauf Caspar Widmer | 2465 pkt. | Francja Léon Johnson Paul Maujean R. Pecchia André Regaud Louis Tétart    | 2464 pkt. |